# Адромискус Купера
Адромискус Купера (лат. Adromischus cooperi) — вид суккулентных растений рода Адромискус (Adromischus), семейства Толстянковые (Crassulaceae), произрастающий на территории Капской провинции ЮАР.

## Название

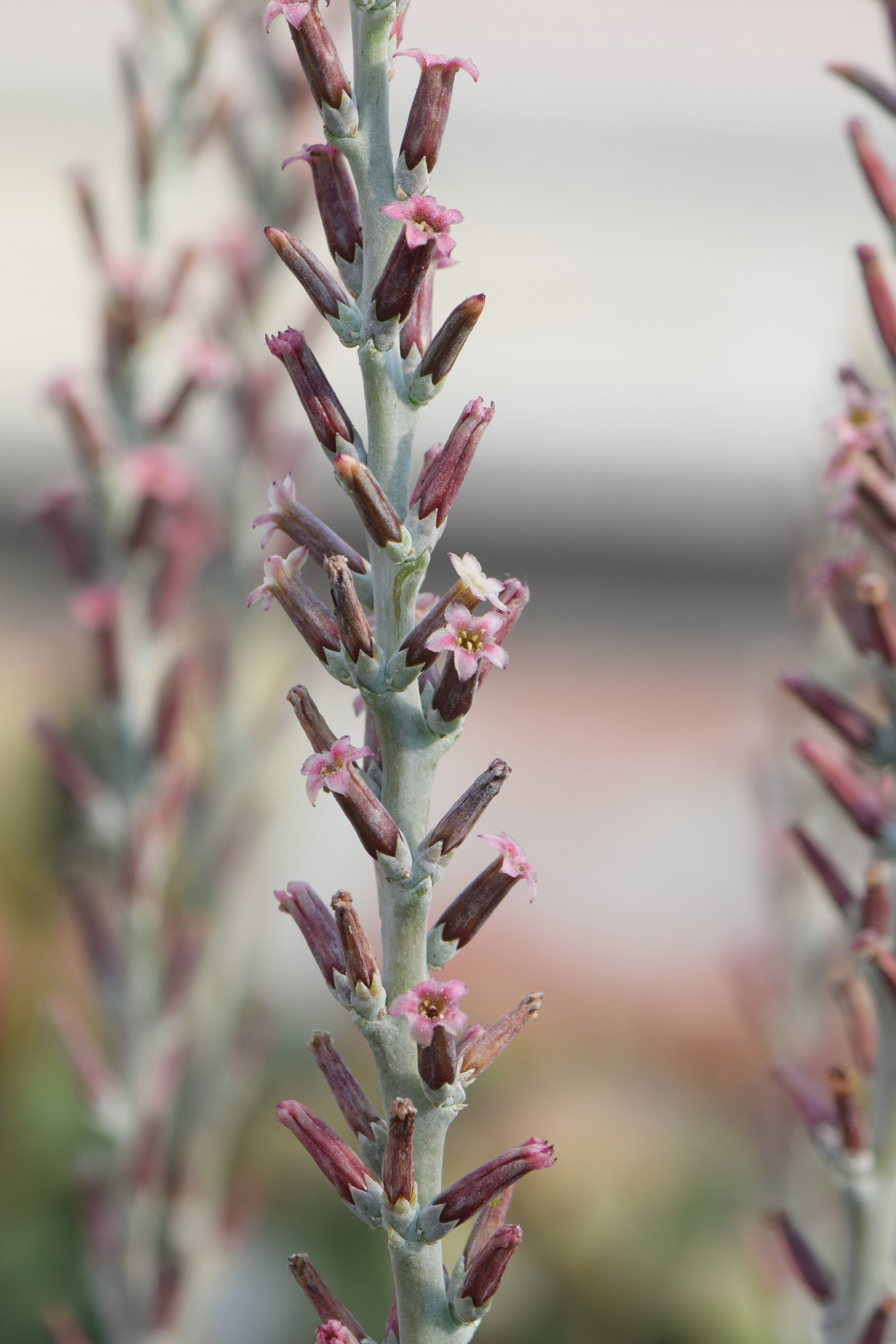
Соцветие

Родовое латинское (научное) название Adromischus происходит от др.-греч. ἁδρός, hadrós — «взрослый», «толстый» или «громоздкий» и др.-греч. μίσχος, míschos — «стебель» или, вероятнее всего «цветонос».
Видовой латинский эпитет cooperi был дан в честь Томаса Купера (англ. Thomas Cooper, 1815—1913), английского ботаника.

## Ботаническое описание

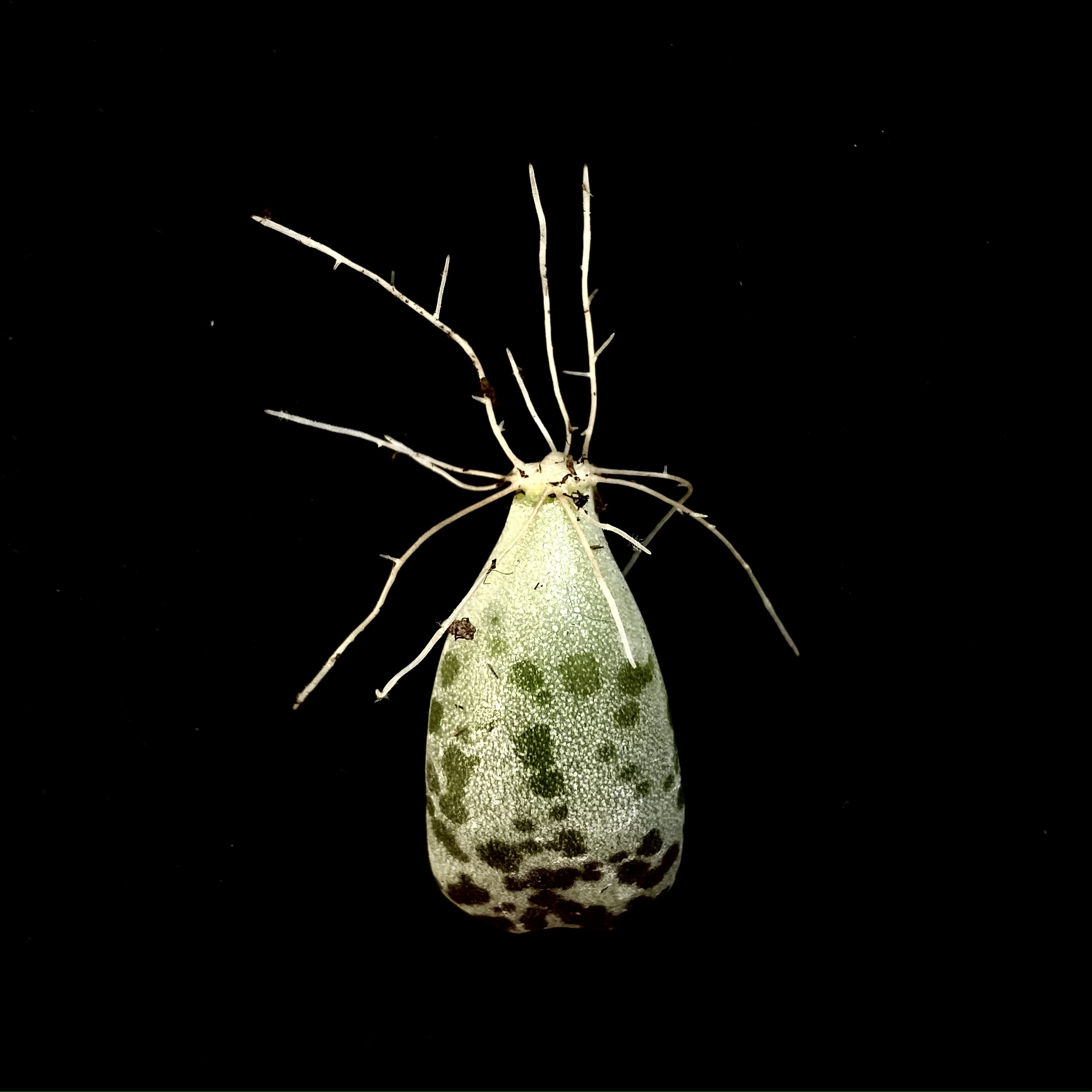
Лист развивает придаточные корни, что позволяет размножать растение

Компактный суккулент. Стебель очень короткий, ветвящийся. Листья 5 см длиной, зеленые, овальные, глянцевые на поверхности имеют коричневато-красные пятнышки. Край листа волнистый. Длинное соцветие имеет форму колоса. Цветки трубчатые зеленовато-красные, 1,5 см в длину, с розовой, белой или пурпурной кантвой.

## Таксономия
Adromischus cooperi (Baker) A.Berger, пераове упоминание в H.G.A.Engler, Nat. Pflanzenfam. ed. 2, 18a: 416 (1930).

### Синонимы
Гомотипные (основанные на одном и том же номенклатурном типе):
- Cotyledon cooperi Bakerbasionym (1869)
- Echeveria cooperi (Baker) Ed.Otto[исп.]  (1873)

Гетеротипные (основанные на разных номенклатурных типах):
- Adromischus cuneatus Poelln. (1940)

- Adromischus festivus C.A.Sm.[англ.]  (1939)*
- Adromischus pachylophus C.A.Sm. (1939)
- Adromischus cuneatus Poelln. (1940)
- Adromischus halesowensis Uitewaal[исп.]  (1948)